# Пентадрахма

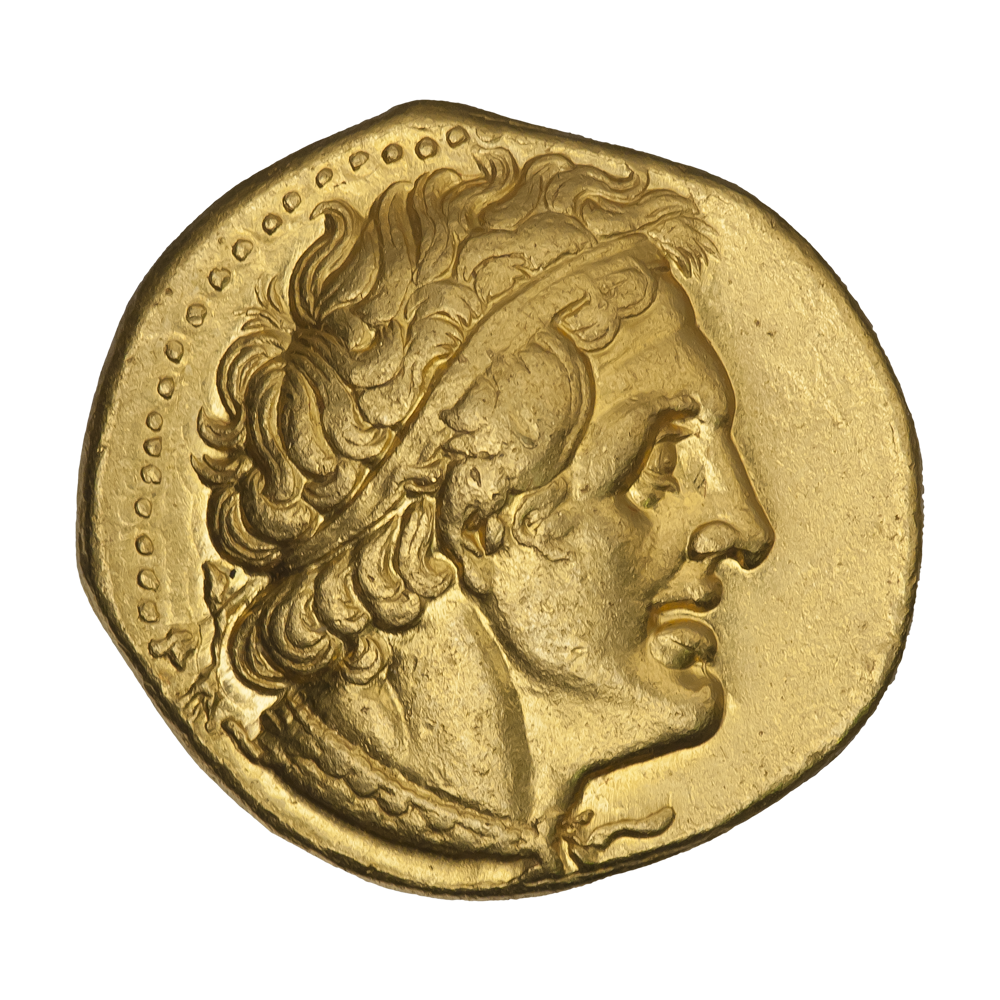
Голова Птолемея I. Египетское царство. Александрия. Пентадрахма. Ок. 280—270 гг. до н. э.

Пентадрахма (греч. πενταδραχμογ) — редкая серебряная монета достоинством в 5 драхм, существовавшая в Древней Греции. Монетой пользовались при македонских правителях.
Известно также, что «очень красивую золотую монету» весом 17,8 г выпускали при египетских правителях Птолемее I и Птолемее II.